# Слава Кубані!
«Слава Кубані! Героям слава!» — вітання і гасло кубанських козаків і станичників.

## Використання
При описі подій 1908 року в романі Віктора Лихоносова «Ненаписані спогади. Наш маленький Париж» (1986) кубанські козаки використовують вітання «Слава героям, слава Кубані!». Доктор філософських наук Е. С. Троїцький вважає таке вітання надихаючим, патріотичним. Герої роману вимовляють це вітання разом, не розділяючи його на частини.
Назва «Слава Кубані» носив один з бронепоїздів Збройних сил Півдня Росії білогвардійського генерала А. І. Денікіна, сформований в 1919 році в Харкові і діяв на території України.
Вважається, що в 1944 році на Кубані діяли 2 сотні Української повстанської армії (УПА), організовані Організацією українських націоналістів (ОУН), які називали себе «Козацька Повстанська Армія». За відомостями активіста з Анапи Володимира Пукіш і сина одного з повстанців, бойовим привітанням у них було «Слава Кубані!», а відповіддю — «Слава героям!».
Варіант вітання «Слава Кубані!» з відгуком «Героям слава!» зустрічається у сучасних кубанських козаків, зображується на плакатах.
Борис Алмазов в книзі «Охоплені членством» (2004 рік) описує вітання «Слава Кубані!» І відгук «Героям слава!» як звичайні для кубанської станиці кінця 1990-х років. Цей варіант вітання Армавірська філія Краснодарського крайового інституту додаткової професійної педагогічної освіти пропонує для розучування школярами під час проведення позакласних заходів, його застосовують в початкових класах середніх шкіл. У «козацьких» класах при школах Новоросійська вітання використовувалося регулярно. У зв'язку з війною в Україні, у квітні 2015 року Управління муніципальної освіти міста Новоросійськ скасувало використання вітання «Слава Кубані! — Героям слава!» в козацьких класах.
Отаман Кубанського козачого Війська в 1990—2007 роках Володимир Громов вважає, що до революції такого вітання на Кубані не було, що, швидше за все, воно увійшло в побут на початку 90-х, з початком відродження козацького руху. Нічого страшного отаман в привітанні не бачить, вважає, що в нього вкладається любов і гордість за героїчні ратні подвиги Кубані.